# كاميرون سنايدر
كاميرون سنايدر (بالإنجليزية: Cameron Snyder) هو صحفي أمريكي، ولد في 9 أكتوبر 1916، وتوفي في 29 يناير 2010 بسبب سرطان الرئة.